# Jared Connaughton
Jared Connaughton, född 20 juli 1985, är en friidrottare från Kanada. Han deltog vid olympiska sommarspelen 2008 och olympiska sommarspelen 2012.